# Bihastina aurantiaca
Bihastina aurantiaca là một loài bướm đêm trong họ Geometridae.